# Westone Guitars

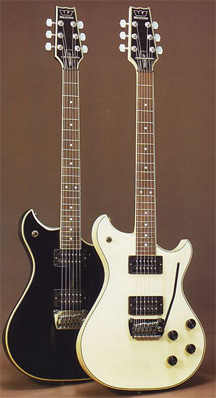
Westone Guitars – Prestige Serie

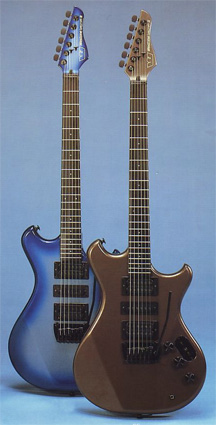
Westone Guitars – Spectrum Serie

Westone Guitars ist ein Hersteller für elektrische Gitarren und Bässe. 

## Geschichte
Die Geschichte der Marke Westone begann in den späten 1970er Jahren mit der japanischen Firma Matsumoku, die bis dahin E-Gitarren u. a. für Epiphone, Washburn, Aria, Vantage, Westbury und Vox gefertigt hatte. 1979 entschloss sich Matsumoku dann, Instrumente in eigener Regie unter dem Namen Westone auf den Markt zu bringen. Die ersten originalen Modelle waren „Thunder“, „Concorde“ und „Prestige“.
Ab 1981 waren die Instrumente von Westone auch in Europa durch verschiedene Vertriebe im Handel für den Musiker erhältlich. Matsumoku baute die Modellpalette kontinuierlich aus und landete große Erfolge mit ihrer Fertigungsqualität und Innovationskraft.
1984 gingen die internationalen Rechte an der Marke Westone an die St. Louis Music Company (SLM), einen angesehenen Instrumentenvertrieb in Amerika. Die Produktion blieb bei Matsumoku in Japan, aber die Entscheidungen über Vermarktung und Modellpolitik lag von dort an in den Händen von SLM. Die ursprünglichen Modelle wurden kaum noch gefertigt und neue Modelle, die in den Trend der 1980er passten, wurden entwickelt. So kamen Gitarren- und Bassmodelle wie „Pantera“, „Spectrum“ oder „Raider“ auf den Markt.
1987 wurde die Produktion nach Südkorea verlagert. Ab dem Zeitpunkt fertigte auch Matsumoku die Gitarren nicht mehr. Die meisten der innovativen Instrumente verschwanden vom Markt. Das Fabrikgebäude fiel vermutlich einem Erdbeben oder Feuer zum Opfer und wurde nicht wieder aufgebaut.
SLM hielt die Produktion bis Anfang 1991 aufrecht, schaffte es aber nicht, Westone gegen die immer stärker werden Konkurrenz von Marken und Herstellern zu stärken und weiter aufzubauen. Die Produktion wurde eingestellt und der Markenname Westone wurde durch die japanische Marke „Alvarez“ ersetzt, in deren Modellen viele der Westone-Ideen weiter zu finden waren.
Mitte der 1990er tauchte in England der Name Westone noch einmal kurz auf, jedoch mit vollkommen unterschiedlichen Modellen und einer ganz anderen Richtung, nämlich der Fertigung von handgemachten Instrumenten in limitierter Stückzahl.
Erst 2003 wurde die Marke Westone in Deutschland erneut zum Leben erweckt und wächst seitdem wieder stetig in Modell- und Angebotsvielfalt.